# Бухта Доусона
«Бухта Доусона» (англ. Dawson’s Creek), в русском переводе «Лето наших надежд» — американский сериал о подростковой жизни. Сериал является частичной автобиографией его создателя Кевина Уильямсона и основан на фактах из его детства, проведённого в небольшом городке. У Доусона Лири, главного персонажа, то же прошлое и те же интересы, что и у Кевина Уильямсона. Действие сериала разворачивается в вымышленном городе Кейпсайд (штат Массачусетс), расположенном на побережье, и сфокусирован на жизни четверых друзей, в самом начале сериала поступивших в 10 класс общеобразовательной школы.

## Сюжет
События развиваются вокруг жизни подростков из маленького городка Кейпсайд, расположенного в штате Массачусетс. Первая любовь, первый сексуальный опыт, радости и печали, — с этим сталкиваются герои сериала. Чем взрослее они становятся, тем серьёзнее их проблемы.

### Сезон 1
Доусон (Джеймс Ван Дер Бик) — парень из обеспеченной и благополучной семьи. Его страсть — это кино, и он мечтает стать режиссёром. У его соседки Джоуи (Кэти Холмс) всё по-другому: мать умерла, отец — за решёткой, а её воспитывает старшая сестра, которая беременна от своего чернокожего парня. Джоуи и Доусон выросли вместе. Их дома находятся на противоположных берегах бухты. Джоуи часто навещает Доусона и даже ночует у него. Но она почти никогда не пользуется входной дверью, а влезает по лестнице-стремянке через окно его комнаты на втором этаже.
Шалопай и двоечник Пэйси (Джошуа Джексон), сын шерифа городка Кейпсайд, самый младший из пятерых детей. Доусон считает его и Джоуи своими лучшими друзьями, в то время как Пэйси и Джоуи терпеть друг друга не могут.
Ребята начинают ходить в старшие классы школы. Джоуи мечтает о том, чтобы их отношения с Доусоном развивались дальше, так как она влюблена в него, но наивный Доусон считает, что всё может продолжаться так же, как в детстве.
Трое друзей снимают фильм на берегу бухты, когда к соседке миссис Райан приезжает внучка Джен (Мишель Уильямс) из Нью-Йорка. Родители отправили «трудного» ребёнка подальше от соблазнов большого города на перевоспитание к набожной бабушке. Доусон влюбляется в Джен, к неудовольствию Джоуи. Однако откровенность Джен о её жизни в Нью-Йорке, полной наркотиков и секса, пугает Доусона и не вписывается в его романтическую и идеалистическую картину мира, и он расстаётся с Джен.
Пэйси заводит роман с женщиной намного старше его, которая оказывается ещё и его учительницей английского, Тамарой Джейкобс. После того, как их роман становится достоянием общественности, Тамара вынуждена покинуть город.
В попытке подружиться с Джоуи Джен предлагает ей принять участие в конкурсе красоты Кейпсайда, где главным призом являются 5000 долларов. Деньги нужны небогатой Джоуи, и она соглашается. Когда Доусон видит Джоуи на сцене в вечернем платье и макияже, он понимает, что она выросла, и видит её совершенно с новой стороны. Он осознаёт, что испытывает к ней романтические чувства (их поцелуем заканчивается первый сезон).

### Сезон 2
Второй сезон повествует о сложных отношениях между Доусоном и Джоуи. Они начинают встречаться, но появляется множество проблем и недомолвок, из-за которых они расстаются. Пэйси встречается с Энди (Мередит Монро), а у Джоуи начинает роман с Джеком (Керр Смит), братом Энди. Доусон снимает фильм о своей жизни и любви к Джоуи. Джен попадает в дурную компанию, но вскоре, осознав свои ошибки, меняется и начинает помогать Доусону в съемках и подборе актёров. Джека обвиняют в том, что он гей, что усложняет их взаимоотношения с Джоуи.
Родители Доусона собираются разводиться. Отношения Пэйси и Энди положительно повлияли на обоих — Пэйси начал, к своему удивлению, получать хорошие оценки в школе, а Энди нашла в Пэйси поддержку и опору в трудное для её семьи время. Однако к концу сезона их отношения начинают давать трещину из-за того, что Энди так и не сумела справиться со смертью старшего брата Тима, и отец отправляет её в психиатрическую клинику.
Тем временем, отец Джоуи возвращается из тюрьмы, и семья пытается наладить нормальную жизнь. Однако Доусон обнаруживает, что мистер Поттер продолжает торговать наркотиками. Он рассказывает об этом Джоуи и вынуждает девушку сдать отца полиции. Джоуи поступает так, как требует закон, но сообщает Доусону, что между ними всё кончено, и она никогда его не простит за то, что Доусон разрушил её семью.

### Сезон 3
После развода родителей Доусон провёл лето со своей матерью в Филадельфии. Он возвращается домой на автобусе, где знакомится с таинственной попутчицей Евой Уитман (Бриттани Даниэль). Ева быстро проявляет признаки антисоциального поведения.
Джоуи пытается наладить отношения с Доусоном и даже предлагает ему себя, но Доусон отвергает её. Невероятно расстроенная, Джоуи убегает. Беспокоящийся за неё Доусон просит Пэйси присмотреть за ней, помочь, что тот и делает, незаметно влюбляясь в девушку.
Тем временем, отец Доусона, Митч (Джон Уэсли Шипп), становится тренером школьной футбольной команды, где Джек МакФи становится ведущим игроком, всё ещё терпящим насмешки от одноклассников из-за своей гомосексуальной ориентации.
Энди возвращается домой из лечебницы, где пробыла всё лето, но их воссоединение с Пэйси омрачает тайна о том, что произошло с Энди летом. Пэйси, неожиданно для всех, начинает роман с Джоуи — теперь отношения друзей находятся под угрозой.
Джен начинает роман с Генри Паркером (Майкл Питт), который младше её. Из-за этого Джен не воспринимает юношу и его чувства всерьёз.
Между тем, Джоуи окончательно запуталась: девушка пытается выбрать между Доусоном и Пэйси, а у Джека появляется первый парень Итан (Адам Кауфман).
Родители Доусона Гейл и Митч после смерти близкого друга семьи понимают, что их проблемы незначительны по сравнению с их любовью и опять женятся в финале третьего сезона.

### Сезон 4
Джоуи и Пэйси прекрасно вдвоём, но влюблённые испытывают чувство вины перед Доусоном за боль, которую они ему причинили. Однако вскоре в их жизни появляется ещё одна проблема — Пэйси вынужден переехать жить с сестрой Гретхен. При этом у пары Джоуи и Пэйси всё ещё не было интимной близости.
Неожиданной новостью становится беременность матери Доусона, Гейл (Мэри-Маргарет Хьюмс).
В семье МакФи радостная новость — Энди приняли в Гарвард, однако девушка ставит своё будущее под угрозу, когда принимает экстази — в этом Джек обвиняет Джен, от которой Энди получила таблетки.
Между тем, взаимоотношения Доусона и Пэйси начинают налаживаться, когда юноша спасает Пэйси и Джен во время шторма в море. Однако Пэйси не нравится, что его старшая сестра Гретхен (Саша Александр) встречается с Доусоном.
У Джен и её бабушки Эвелин (Мэри Бэт Пил) свои заботы — в Кейпсайд из Нью-Йорка переезжает проблемный юноша Дрю Вэлентайн (Марк Маткевич)…

### Сезон 5
Доусон поступает в киношколу и направлен на стажировку в Голливуде, где у него возникает конфликт с режиссёром по имени Тодд Карр (Хэл Озсан).
Джоуи уехала в Университет Вортингтон, оставив школьного возлюбленного в прошлом. Соседка Джоуи, Одри Лидэлл (Бизи Филиппс), советует Джоуи забыть Доусона и обратить внимание на привлекательного преподавателя Дэвида Уайлдера (Кен Марино).
Джен и Джек учатся в колледже Бостон-Бэй, где у девушки начинается роман с музыкантом Чарли Тоддом (Чэд Майкл Мюррэй). Джек вступает в студенческое братство Сигма Еп, что плохо влияет на его оценки и поведение. Он расстаётся со своим парнем…
Пэйси не поступил в колледж и работает в ресторане, где влюбляется в официантку Карен Торрес (Лурдес Бенедито), которая спит со своим женатым начальником Дэнни (Йен Кан).
Вскоре после того, как Доусон бросает учёбу и возвращается домой, его отец Митч погибает в автокатастрофе. Неожиданно для всех Доусон и Джен начинают встречаться, однако молодые люди вскоре понимают, что между ними мало общего. Пэйси начинает роман с соседкой Джоуи — Одри. Джек пытается покончить с собой после того, как его чуть не выгоняют из колледжа.

### Сезон 6
Джоуи продолжает учиться в колледже, подрабатывает официанткой в баре и начинает встречаться с сокурсником и коллегой Эдди. Пэйси получает работу в фирме, торгующей акциями на бирже, и продолжает встречаться с Одри. Однако разница мировоззрений приводит к проблемам в их отношениях. Доусон работает ассистентом режиссёра и встречается с актрисой Наташей. В середине сезона почти все друзья приезжают на Рождество в Кейпсайд, чтобы отпраздновать его у Доусона. Одри, страдающая алкоголизмом, портит всем вечер озвучив обличительную речь. Заканчивается тем, что она пробивает стену дома новой машиной Пэйси.
После разрыва со вторыми половинами Пэйси и Джоуи снова сближаются. После вечеринки и ночи в торговом комплексе у них начинается новый роман. Доусон тем временем проводит много времени со своей матерью и сестрой. У Джен появляется новый парень, в которого она незаметно для себя влюбляется. Джек тоже встречается с новым парнем, но ни к чему серьёзному это не приводит. Джо и Пэйси вновь расстаются из-за возвращения в город её бывшего приятеля Эдди. Пэйси углубляется в работу, у него появляется много денег и дела заметно идут в гору. К Пэйси обращается Доусон и просит вложить имеющиеся у него деньги с наибольшей прибылью. Пэйси сначала отказывается, но из-за уговоров берёт деньги и пускает их в оборот.
Джоуи вновь остаётся одна, так как Эдди в очередной раз пропадает из её жизни. Пэйси слишком рискованно вложил свои деньги и деньги клиентов и они все пропали. Доусон и Пэйси понимают, что они уже давно перестали быть друзьями, и даже Джоуи не может их примирить. Пейси всё же удаётся наладить ситуацию, и он возвращает Доусону деньги, благодаря чему тот смог вложить их в съемки своего сериала. Одри становится певицей.
Через пять лет герои вновь встречаются в Кейпсайде на свадьбу матери Доусона Гейл. Доусон с успехом снимает сериал про свою юность. Пэйси открыл успешный ресторан на месте сгоревшего во втором сезоне ресторана Поттеров «Ice House». Джек преподаёт в школе и тайно встречается с братом Пэйси Дагом, который теперь шериф Кейпсайда. Но их отношения усложняются тем, что Даг боится открыться обществу в своей гомосексуальности. Джен одна воспитывает годовалую дочку Эми и страдает неизлечимым отёком лёгких. На свадьбе Гейл Джен падает в обморок и попадает в больницу, где она рассказывает друзьям о своём состоянии и прощается с ними. По её предсмертной воле её дочь будет воспитывать Джек, возможно с Дагом. Джоуи обещает Джен перестать убегать и объясняется с Доусоном и Пэйси: Доусон — её родственная душа и это навсегда, больше всего остального. Пэйси — это тот, кого она всегда любила настоящей любовью.
В последней сцене фильма, сидя в своей Нью-Йоркской квартире, Джоуи и Пэйси вместе смотрят сериал «Бухта», Пэйси плачет от избытка чувств, вызванного сериалом и они звонят Доусону, чтобы поздравить с успехом. На что Доусон отвечает, что завтра встречается со Спилбергом.

## В ролях

### Основной состав
| Актёр               | Роль                |
| ------------------- | ------------------- |
| Джеймс Ван Дер Бик  | Доусон Лири         |
| Кэти Холмс          | Джоуи Поттер        |
| Мишель Уильямс      | Дженнифер Линдли    |
| Джошуа Джексон      | Пэйси Уиттер        |
| Мередит Монро       | Андреа «Энди» МакФи |
| Керр Смит           | Джек МакФи          |
| Мэри Бет Пейл       | бабуля Эвелин Райан |
| Мэри-Маргарет Хьюмс | Гейл Лири           |
| Джон Уэсли Шипп     | Митч Лири           |
| Нина Репета         | Бесси Поттер        |
| Бизи Филиппс        | Одри Лидделл        |

### Приглашённые звёзды
- Али Лартер в роли Кристи Ливингстон
- Рейчел Ли Кук в роли Дэвон
- Мими Роджерс в роли Хэлен Линдли
- Бизи Филлипс в роли Одри
- Чед Майкл Мюррей в роли Чарли Тодда
- Дженсен Эклс в роли Си Джея
- Скотт Фоли в роли Клиффа Эллиотта
- Майкл Питт в роли Генри Паркера
- Вирджиния Мэдсен в роли Мэдди
- No Doubt в роли самих себя
- Хилари Бёртон в роли самой себя
- Джои Джордисон и его музыканты в роли музыкальной группы
- Эрик Бальфур в роли Уорена Горинга
- Шерилин Фенн в роли Алекск Перл
- Ник Стэбайл в роли Колина Манчестера
- Джейсон Бер в роли Криса Вулфа
- Хэл Озсан в роли Тодда Кара
- Сара Шахи в роли Сэди Шоу
- Оливер Хадсон в роли Эдди Долинга
- Моника Кина в роли Эбби Морган

## Производство

### Съёмки
Съемки фильма проходили в городах Уилмингтоне и Дареме (штат Северная Каролина).
Третий сезон ознаменовал собой важное событие для американского телевидения — впервые на экране был показан поцелуй подростков-геев.

### Рейтинги
| # | Сезон     | Рейтинги США (млн зрителей) | Канал  | Позиция |
| - | --------- | --------------------------- | ------ | ------- |
| 1 | 1998      | 6.6                         | The WB | #125    |
| 2 | 1998-1999 | 5.4                         | The WB | #118    |
| 3 | 1999-2000 | 6.5                         | The WB | #122    |
| 4 | 2000-2001 | 4.1                         | The WB | #120    |
| 5 | 2001-2002 | 3.9                         | The WB | #134    |
| 6 | 2002-2003 | 4.0                         | The WB | #134    |

## Продукция

### Сериал на DVD
|  | Сезон       | Количество эпизодов | Регион 1        | Регион 2        | Регион 4       | Дополнительные материалы |
|  | ----------- | ------------------- | --------------- | --------------- | -------------- | --- |
|  | 1           | 13                  | 1 апреля 2003   | 14 июля 2003    | 10 июня 2003   | - Аудиокомментарии Кевина Уильямсона и Пола Стапина - Бухта Доусона: С самого первого дня - Временная капсула первого сезона |
|  | 2           | 22                  | 16 декабря 2003 | 5 апреля 2004   | 22 июня 2004   | - Audio commentaries |
|  | 3           | 23                  | 29 июня 2004    | 23 августа 2004 | 5 июля 2005    | - Интервью с исполнительным продюсером Полом Стапины и Керром Смитом - Ссылка в Интернет: Создай свой саундтрек к сериалу - Интерактивный тур по Кейпсайду - Превью |
|  | 4           | 23                  | 5 октября 2004  | 17 января 2005  | 16 ноября 2005 | - Игра на знание сериала - Аудиокомментарии |
|  | 5           | 23                  | 3 мая 2005      | 30 мая 2005     | 21 марта 2006  | - Материалы отсутствуют |
|  | 6           | 24                  | 4 апреля 2006   | 30 января 2006  | 5 декабря 2006 | - Аудиокомментарии Кевина Уильямсона и Пола Стапина о финале - Ежегодник |
|  | Весь сериал | 128                 | 10 ноября 2009  | 30 января 2006  | 5 декабря 2006 | - Бухта Доусона Временная капсула - Бухта Доусона: День первый - Аудиокомментарии к избранным эпизодам - Волнение в бухте: Интервью с Кевином Уильямсонов - Последний экзамен — игра на знание сериала - Оригинальная концовка Пилота - Удалённые сцены - Бонусный CD с музыкой из сериала |

### Книги
За время съёмок сериала было выпущено 2 серии романов-адаптаций сериала. Обе серии были выпущены издательством «Pocket Books» в США и «Boxtree/Channel 4 Books» в Великобритании:
1. «Long Hot Summer»
2. «Shifting Into Overdrive»
3. «Major Meltdown»
4. «Calm Before The Storm»
5. «Double Exposure»
6. «Trouble In Paradise»
7. «Don’t Scream»
8. «Too Hot To Handle»
9. «Tough Enough»
10. «Playing For Keeps»
11. «Running On Empty»
12. «A Capeside Christmas»

Кроме того, вне серии в 1999 году был выпущен роман «The Beginning Of Everything Else».
Вторая серия вышла более необычной и называлась «Dawson’s Creek Mysteries» (в США их переименовали в «Dawson’s Creek Suspense») — романы были написаны в мистическом ключе. Всего в 2001 году было издано три книги:
1. «Lighthouse Mystery»
2. «Bayou Blues»
3. «Mysterious Border»